# Anna Carin Olofsson
Anna Carin Helena Cecilia Olofsson (Härjedalen, 1º aprile 1973) è un'ex fondista e biatleta svedese.
In quest'ultima specialità ha colto i maggiori successi. È identificata anche con il nome assunto in seguito al matrimonio, Anna Carin Zidek (o Anna Carin Olofsson-Zidek).

## Biografia

### Carriera nello sci di fondo
Nata a Sveg, ha fatto parte della nazionale svedese di sci di fondo fino al 2002. In tale veste ha partecipato ai Mondiali juniores 1993 e ai XIX Giochi olimpici invernali di Salt Lake City 2002, ottenendo come miglior piazzamento il 15º posto nella 15 km.
In Coppa del Mondo ha esordito il 12 marzo 1994, nella 10 km a tecnica libera di Falun (49ª), e ha ottenuto il miglior piazzamento in carriera il 29 dicembre 1998 nella sprint a tecnica libera di Kitzbühel (13ª).

### Carriera nel biathlon
Dopo i Giochi di Salt Lake City si è dedicata al biathlon, nel quale il suo punto di forza è la componente fondo. In Coppa del Mondo ha esordito il 5 dicembre 2002 nella sprint di Östersund (51ª), ha conquistato il primo podio il 19 gennaio 2005 nell'individuale di Anterselva (2ª) e la prima vittoria il 7 dicembre dello stesso anno nell'individuale di Hochfilzen.
In carriera è arrivata seconda in classifica generale, dietro a Kati Wilhelm, nel 2005-2006 e ha vinto due Coppe di specialità. Tra i suoi risultati di maggior rilievo figura l'oro olimpico conquistato nella partenza in linea di Torino 2006.
Si è ritirata al termine della stagione 2010-2011.

## Palmarès

### Biathlon

#### Olimpiadi
- 2 medaglie:
  - 1 oro (partenza in linea[2] a Torino 2006)
  - 1 argento (sprint[2] a Torino 2006)

#### Mondiali
- 6 medaglie:
  - 1 oro (staffetta mista ad Anterselva 2007)
  - 3 argenti (partenza in linea[2] a Hochfilzen/Chanty-Mansijsk 2005; sprint[2] ad Anterselva 2007; staffetta mista[2] a Pyeongchang 2009)
  - 2 bronzi (inseguimento[2] ad Anterselva 2007; staffetta mista[2] a Chanty-Mansijsk 2010)

#### Coppa del Mondo
- Miglior piazzamento in classifica generale: 2ª nel 2006
- Vincitrice della Coppa del Mondo di individuale nel 2010
- Vincitrice della Coppa del Mondo di sprint nel 2007
- 31 podi (24 individuali, 7 a squadre[3]), oltre a quelli conquistati in sede olimpica e iridata e validi anche ai fini della Coppa del Mondo:
  - 14 vittorie (11 individuali, 3 a squadre)
  - 10 secondi posti (8 individuali, 2 a squadre)
  - 7 terzi posti (5 individuali, 2 a squadre)

##### Coppa del Mondo - vittorie
| Data             | Località    | Nazione    | Specialità                                                     |
| ---------------- | ----------- | ---------- | -------------------------------------------------------------- |
| 7 dicembre 2005  | Hochfilzen  | Austria    | IN                                                             |
| 17 dicembre 2005 | Osrblie     | Slovacchia | SP                                                             |
| 18 dicembre 2005 | Osrblie     | Slovacchia | PU                                                             |
| 16 marzo 2006    | Kontiolahti | Finlandia  | SP                                                             |
| 18 marzo 2006    | Kontiolahti | Finlandia  | PU                                                             |
| 15 dicembre 2006 | Hochfilzen  | Austria    | PU                                                             |
| 14 gennaio 2007  | Ruhpolding  | Germania   | MS                                                             |
| 17 gennaio 2007  | Pokljuka    | Slovenia   | SP                                                             |
| 11 dicembre 2009 | Hochfilzen  | Austria    | SP                                                             |
| 13 gennaio 2010  | Ruhpolding  | Germania   | SP                                                             |
| 15 gennaio 2010  | Ruhpolding  | Germania   | RL (con Elisabeth Högberg, Anna Maria Nilsson e Helena Ekholm) |
| 1º dicembre 2010 | Östersund   | Svezia     | IN                                                             |
| 19 dicembre 2010 | Pokljuka    | Slovenia   | MX (con Helena Ekholm, Fredrik Lindström e Carl Johan Bergman) |
| 6 gennaio 2011   | Oberhof     | Germania   | RL (con Jenny Jonsson, Anna Maria Nilsson e Helena Ekholm)     |

Legenda:

IN = individuale

SP = sprint

PU = inseguimento

MS = partenza in linea

RL = staffetta

MX = staffetta mista